# Шевийяр, Камиль
Камиль Поль Александр Шевийяр (фр. Camille Paul Alexandre Chevillard; 14 октября 1859, Париж — 30 мая 1923, Шату, департамент Ивелин) — французский композитор и дирижёр. Сын виолончелиста Александра Шевийяра.
Камиль Шевийяр окончил Парижскую консерваторию по классу фортепиано у Ж. Матиаса. Специального образования по композиции не получил. В 1887 году Шарль Ламурё пригласил его в свой оркестр руководителем хора. В дальнейшем Шевийяр женился на дочери Ламурё и в 1897 году получил из рук своего тестя руководство всем музыкальным коллективом. В 1905 году основал струнное трио Шевийяр — Гайо — Сальман. С 1907 года стал профессором Парижской консерватории по классу камерного ансамбля. Среди его учеников были Робер Соэтан, Софи Кармен Экхардт-Граматте, Ивонна Юбер и другие.
На посту руководителя Оркестра Ламурё Шевийяр, в частности, дирижировал первыми исполнениям «Моря» и «Ноктюрнов» Дебюсси, «Пелеаса и Мелизанды» Габриэля Форе. В то же время французской музыке Шевийяр в целом предпочитал немецких (Вагнер, Лист) и русских композиторов. С 1914 года он возглавлял, параллельно с оркестром Ламурё, оркестр парижской Оперы. Был с гастролями в России в Павловске в 1898 году.
Как композитор и исполнитель внес значительный вклад в развитие французской камерной музыки. Композиторское наследие Шевийяра включает фортепианные, камерные, симфонические произведения. 